# ヤーマス襲撃
1914年11月3日のヤーマス襲撃 (英: Raid on Yarmouth) は、ドイツ海軍によるイギリスの港湾都市グレート・ヤーマスに対する攻撃。
ドイツ軍の砲撃は海岸にしか着弾しなかったため、町にはほとんど被害は生じなかった。ただ、ドイツ艦隊の攻撃に向かおうとしたイギリスの潜水艦1隻が触雷して沈没した。一方、ドイツ側も触雷により装甲巡洋艦を1隻失った。

## 背景
1914年10月、ドイツ海軍はイギリス艦隊を攻撃する方法を探していた。イギリス海軍はドイツ海軍より艦艇数が多く、そのため艦隊同士の直接対決は望ましくないと思われた。その代わり、ドイツはイギリスの艦艇を各個撃破できる方法を探した。皇帝は、大規模な艦隊行動は行ってはならないが、小規模な艦隊による襲撃なら構わない、と命じた。
襲撃には複数の目的があった。一つは機雷を敷設し、イギリスの船舶を沈めることである。他には、遭遇した小艦艇に対する攻撃や、ドイツ大洋艦隊が待つドイツ沿岸までイギリス艦隊を誘導することであった。
また、イギリス沿岸の都市を攻撃することでイギリス軍の艦艇の配置を変更させることが出来るだろうということも考えられた。イギリスは、どこで戦闘が起きても優位を保てるよう、グランド・フリートの大部分を一箇所に集中させていた。ドイツは、より多くのイギリス海軍艦艇を沿岸の防備に割かせたいと望んでいた。そうなれば敵艦艇を各個撃破できる可能性が高まるからである。
ヤーマス襲撃は、フランツ・フォン・ヒッパー提督が率いる巡洋戦艦「ザイドリッツ」、「フォン・デア・タン」、「モルトケ」、装甲巡洋艦「ブリュッヒャー」、軽巡洋艦「シュトラースブルク」、「グラウデンツ」、「コルベルク」、「シュトラルズント」によって実行された。この出撃ではヤーマスおよびローストフト沿岸に機雷を敷設するとともにヤーマスに砲撃を行うこととなっていた。

## 襲撃
1914年11月2日、ヒッパー提督率いる巡洋戦艦隊はヤーデ川の基地から出撃した。それに続いて弩級戦艦からなる艦隊も出撃し、ヒッパー提督の艦隊がイギリス艦隊を誘導してくるのを待った。真夜中までにドイツ艦隊は各国の漁船を避けるのに十分なくらい北まで航行していた。11月3日午前6時30分までに正確な位置決定とヤーマスへの接近に必要なsmith's Knoll Watchのブイを視認した。
ヤーマス沿岸には掃海艇「ハルシオン」と旧式駆逐艦「ライヴリィ」、「レパード」がいた。「ハルシオン」は2隻の巡洋艦を発見し誰何した。それに対して相手は砲撃を行ってきた。駆逐艦「ライヴリィ」は煙幕を張った。ドイツ軍の砲撃は正確ではなかった。理由は、全巡洋戦艦が同時に砲撃を行っていたため、自艦の砲弾がどこに着弾したのか判別困難になり、照準の修正が難しかったためである。7時40分にヒッパーは「ライヴリィ」に対する砲撃をやめ、ヤーマスに対して砲撃を行った。その砲弾は海岸に着弾した。「シュトラルズント」が機雷敷設を終えると、艦隊はその場を離れた。
当面の危険が去ったため、「ハルシオン」はドイツ艦隊の存在を警告した。駆逐艦「サクセス」が合流に向かい、さらに3隻の駆逐艦が出航の準備を始めた。港内の3隻の潜水艦E10、D5、D3も追跡に加わろうとしたが、D5は触雷して沈没した。8時30分、ハルシオンは港に戻り、起こったことを報告した。
9時55分にイギリスのデヴィッド・ビーティー提督が南へ向かうよう命じられたが、ドイツ艦隊は無事港に帰還した。ただ、ヤーデ川からヴィルヘルムスハーフェンへ向かっていた装甲巡洋艦「ヨルク」が触雷して沈んだ。

## 結果
ヒッパー提督は襲撃の成功に対して鉄十字勲章を贈られたが、たいした働きはしていないと考え、それを身に着けることはなかった。戦果はたいしたことはなかったが、ヒッパーの部隊がわずかな抵抗しか受けず、簡単に行って帰ってきたことにドイツの指揮官たちは安堵し、またやってみようという気になった。イギリスの反応の乏しさは、同じ朝にイギリス軍が大きな損害を出したコロネル沖海戦のしらせが届いたことや、グランド・フリート司令官ジェリコーが襲撃の時に列車に乗っていたことにも起因している。また、ウィンストン・チャーチル海軍大臣によると、イギリス側は攻撃がヤーマスを短時間砲撃するだけで終わるとはとうてい思えず、もっと何かが起きるのを待っていた、ということである。